# 베생트안구

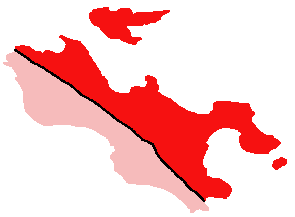
베생트안구의 위치

베생트안구(프랑스어: Baie Sainte-Anne)는 세이셸을 구성하는 25개 구 가운데 하나로 프라슬랭섬에 위치한다. 면적은 25.1km2, 인구는 3,655명(2002년 기준)이다.